# Пинкстонский фарфор

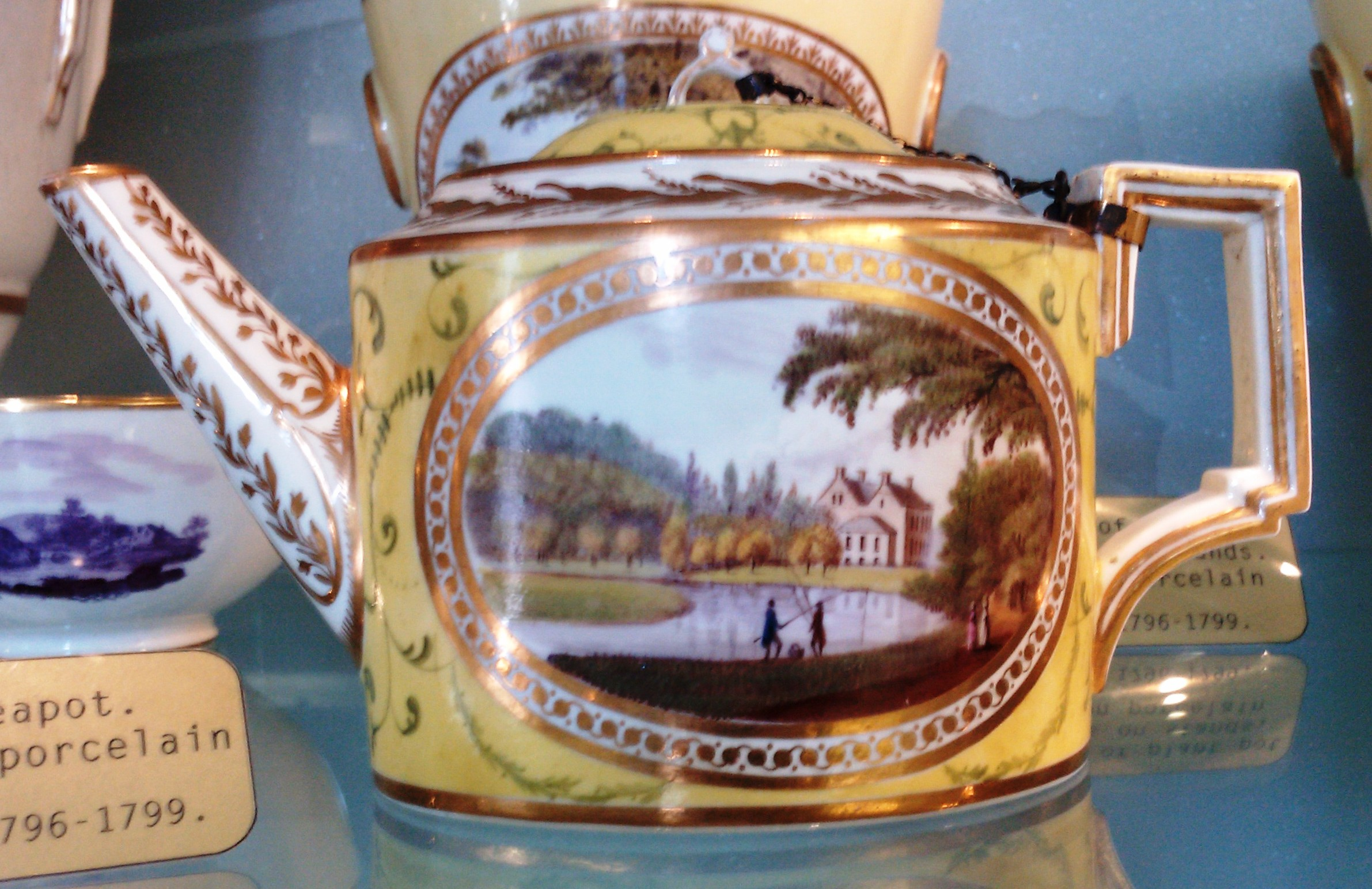

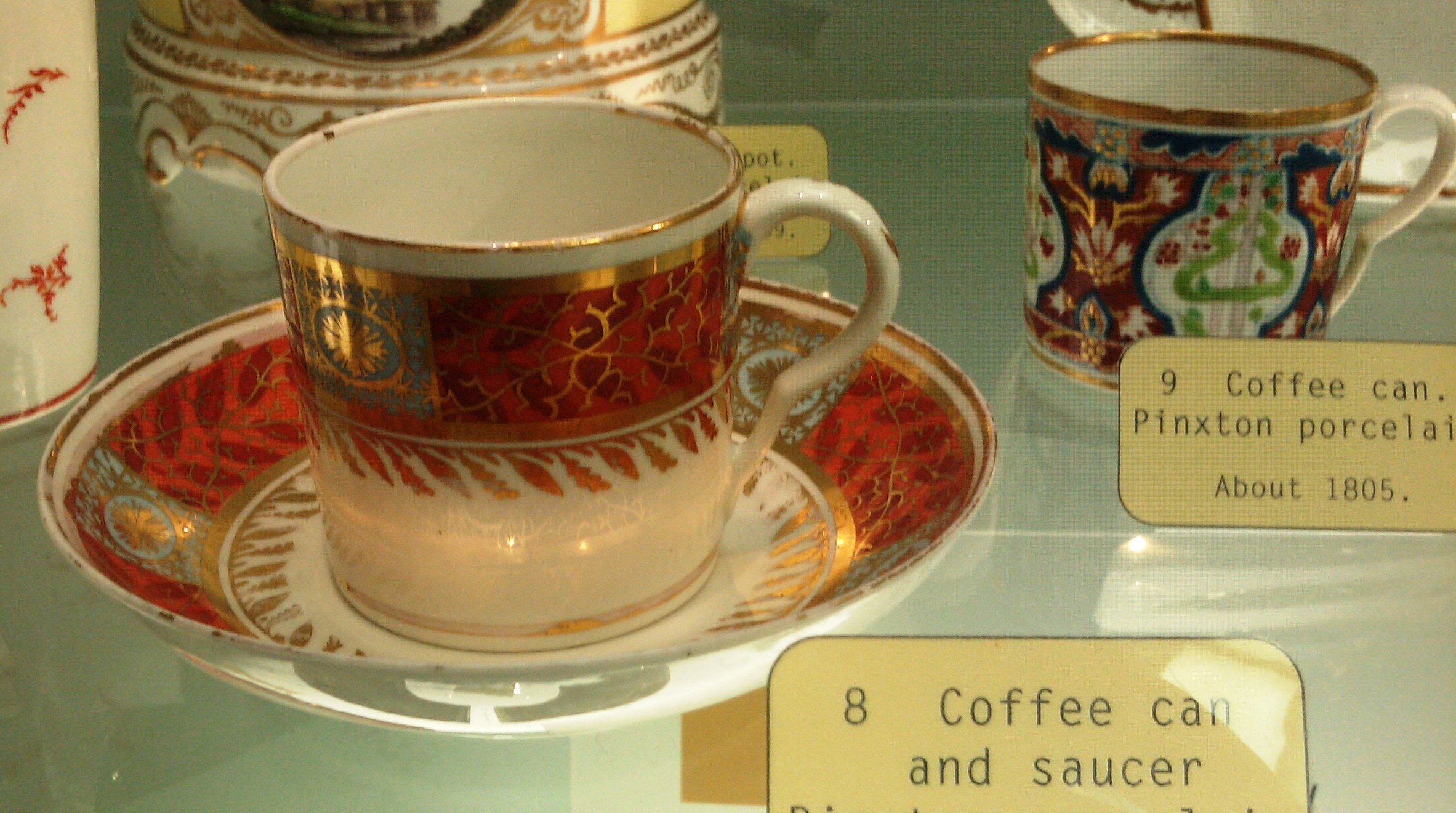
Кофейные чашки из Пинкстонского фарфора

Пинкстонский фарфор (англ. Pinxton porcelain) — фарфоровые изделия, сделанные Джоном Коуком и Уильямом Биллингсли в Пинкстоне, Дербишир, Англия.

## История
Пинкстонский фарфор основывался на арендуемых землях третьего сына Д’Эвеса Коука, который вёл бизнес совместно с художником по фарфору Уильямом Биллингсли, известным качеством своих фарфоровых изображений. Биллингсли, однако, был заинтересован прежде всего в совершенствовании рецепта фарфора, который, как предполагается, он получил от Захарии Бормана (Zachariah Boreman). Биллингсли наконец оставил дело и основал декоративную лавку в Мэнсфилде, в которой занимался украшением фарфоровой керамики. Джон Коук продолжал бизнес с 1799 по 1806 годы, даже взяв в партнеры Генри Бэнкса с 1801 по 1802 годы.
Коук женился на Сюзанне Уилмот (Susanna Wilmot) в апреле 1806 года, и хотя фарфоровый бизнес продолжался под руководством Джона Каттса, бывшим менеджером по декорациям до 1813 года, Коук сосредоточился на своих угольных копях в Пинкстоне и перенёс своё семейное поместье в Дебдейл Холл.
Проиллюстрированый чайник был изготовлен Пинкстонской фабрикой, рисунок на нём изображает Брукхил Холл, бывший домом для Джона Коука. Эта работа является частью коллекции Пинкстонского фарфора в Музее и художественной галерее Дерби.